# غشوة سوداء
غشوة سوداء (الاسم العلمي:Ceropegia nigra) هو نوع من النباتات يتبع جنس الغشوة من الفصيلة الدفلية.